# The Velvet Underground & Nico (альбом Record Club)
The Velvet Underground & Nico — дебютний не виданий альбом нового проекту Бека Хансена (англ. Beck Hansen) Record Club.

## Історія альбому
З початком капітальної реконструкції свого сайту в червні цього року, 19 червня Бек додав новий розділ — «Record Club». Його суть полягає у тому, що кожного тижня Хансен і запрошені сесійні музиканти грають кавер обраної пісні без репетицій і перезаписують повністю альбом виконавця, чиї пісні було вирішено переграти. Після довгого обговорення і майже остаточного рішення переграти Sex Packets гурту Digital Underground, команда змінила рішення на користь іншого «підпілля», The Velvet Underground, і їхнього епохального The Velvet Underground and Nico. Отже, відкриття «Record Club» відзначилось релізом відео «Sunday Morning». Кожної неділі у розділі з'являлось нове відео. На серпень місяць у peer-to-peer системах вже був доступний весь альбом в аудіо форматі у вигляді сайт-ріпу. Офіційно не видавався.

## Обкладинка
Оригінальна обкладинка The Velvet Underground & Nico була намальована Енді Ворголом (англ. Andy Warhol) і вважається, мабуть, найхарактернішою та одною з найвпізнаваніших обкладинок альбомів усіх часів. Для переграного альбому Record Club Бек Хансен сам перемалював роботу Воргола простим олівцем.

## Перелік композицій
Всі пісні написані Лу Рідом, крім зазначених.
1. Sunday Morning (Лу Рід, Джон Кейл) — 3:15
2. I'm Waiting for the Man — 4:04
3. Femme Fatale — 2: 42
4. Venus in Furs — 5:22
5. Run Run Run — 4:25
6. All Tomorrow's Parties — 5:16
7. Heroin — 6:40
8. There She Goes Again — 3:01
9. I'll Be Your Mirror — 2:32
10. The Black Angel's Death Song (Лу Рід, Джон Кейл) — 3:42
11. European Son (Лу Рід,Джон Кейл, Стерліґ Моріссон, Мо Такер) — 3:25

Бонуні композиції:
1. Heroin (Alternative Version) — 5:04

## Учасники запису
- Бек Хансен
- Ніґель Ґадріч (англ. Nigel Godrich)
- Джоуї Воронкер (англ. Joey Waronker)
- Браян Лебартон (англ. Brian Lebarton)
- Брем Інскор (англ. Bram Inscore)
- Йоу (англ. Yo)
- Джованні Рібісі (англ. Giovanni Ribisi)
- Кріс Холмс (англ. Chris Holmes)
- Торунн Магнусдоттір (англ. Thorunn Magnusdottir)